# 小金井桜まつり
小金井桜まつり（こがねいさくらまつり）は、東京都小金井市で開催される祭り。小金井市の名勝『小金井桜』を観光。

## 概要
3月から4月にわたって、都立小金井公園、江戸東京たてもの園前広場にて開催。小金井公園内には約50種1700本の桜があり、開催中にはこれらのライトアップが行われる。特設ステージでは、和洋音楽の演奏や、ダンス、和太鼓などのパフォーマンスが行われる。出店する屋台は約40店舗で、名産品の取り扱い店など様々な分野の屋台が軒を並べる。

## 後援・協力
小金井市観光まちおこし協会公式サイト内の『第70回小金井桜まつり』紹介ページより。

### 後援
- 小金井市
- 東京都公園協会
- 小金井市商工会
- 東京小金井ロータリークラブ
- 東京小金井ライオンズクラブ
- 東京小金井さくらロータリークラブ

### 協力
- 東日本旅客鉄道（武蔵小金井駅・東小金井）
- 西武鉄道（花小金井駅）
- 西武バス
- 関東バス
- 京王バス
- 江戸東京たてもの園
- 小金井警察署
- 小金井消防署
- 小金井警察署管内交通安全協会
- 小金井食品衛生協会

## ギャラリー

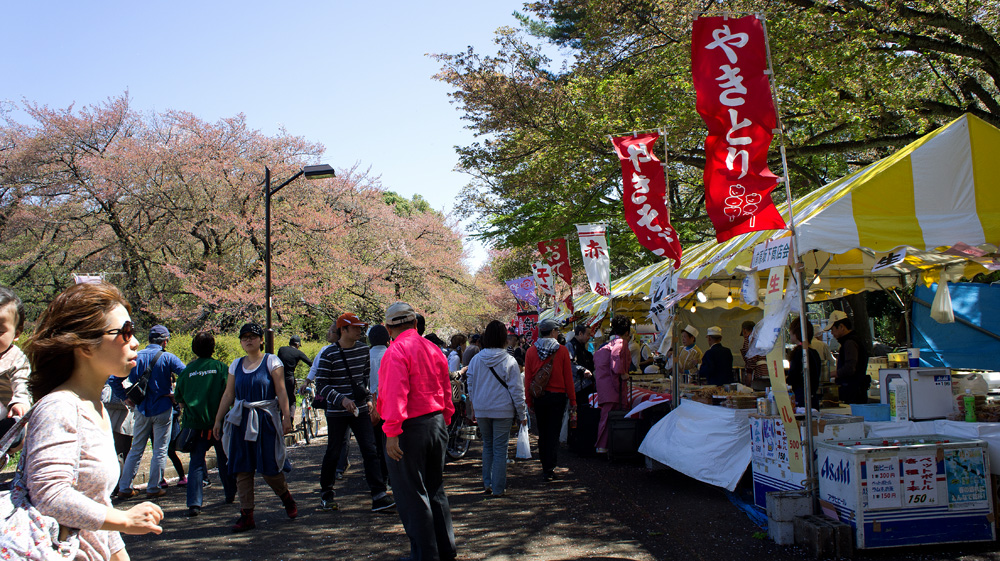
小金井桜まつりの屋台
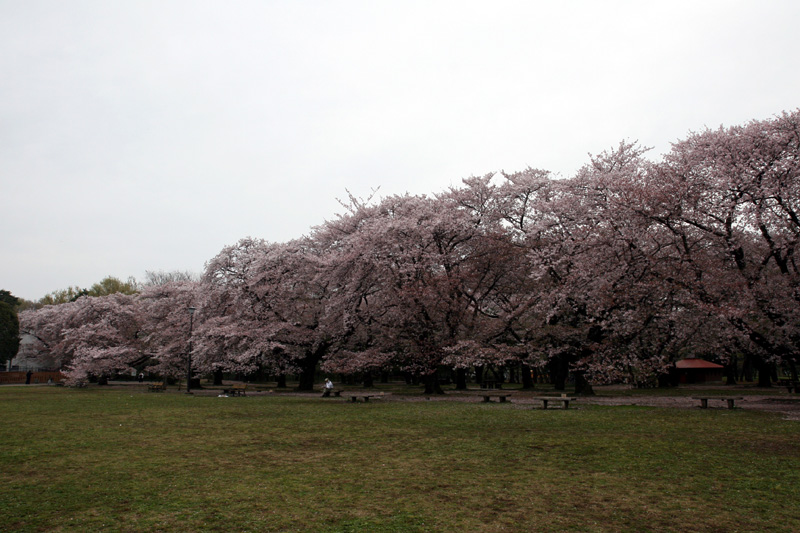
江戸東京たてもの園会場の桜